# Чеботарьов Гліб Олександрович
Гліб Олександрович Чеботарьов (рос. Глеб Александрович Чеботарёв; 1 серпня 1913 — 4 серпня 1975) — радянський астроном.

## Наукова біографія
Родився в Санкт-Петербурзі. У 1937 закінчив Ленінградський університет, потім аспірантуру при кафедрі небесної механіки під керівництвом М. Ф. Субботіна. У 1940–1942 — доцент кафедри астрономії та механіки Томського університету. З 1943 працював в Інституті теоретичної астрономії АН СРСР у Ленінграді (з 1964 директор). Одночасно в 1951–1960 виконував обов'язки заступника директора, а потім директора Бібліотеки АН СРСР. Професор з 1954.
Основні наукові роботи відносяться до небесної механіки. У 1950–1951 розробив нову ефективну методику вивчення руху характеристичних малих планет, засновану на використанні періодичних орбіт задачі трьох тіл як проміжних. За цією методикою побудував аналітичні теорії руху малих планет груп Гестії і Гільди, до яких класичні методи небесної механіки не могли бути застосовані. У 1957 виконав роботу, в якій вперше дав приклад симетричної траєкторії обльоту Місяця ракетою з поверненням на Землю без витрати пального в дорозі. Перший запуск ракети по облітній траєкторії навколо Місяця був здійснений в 1959 в СРСР. У 1962–1965 розробив нову теорію руху штучних супутників Землі для випадку майже кругових орбіт, що знімає похибки, які виникали при використанні більш ранніх теорій, не пристосованих для випадку малих ексцентриситетів. З 1953 вів дослідження, пов'язані з вивченням особливостей рухів малих тіл Сонячної системи. У 1961–1968 простежив еволюцію орбіт супутників великих планет в рамках задачі трьох тіл і встановив, що зворотні рухи супутників стійкіші (довше існують), ніж прямі. Цей висновок має велике значення для космогонії, бо полегшує вирішення проблеми зворотних супутників планет. У 1971 вперше оцінив теоретичні розміри Сонячної системи на підставі дослідження впливу тяжіння Галактики і близьких зірок на орбіти комет з хмари Оорта. У 1958–1975 вивчив еволюцію орбіт ряду астероїдів, виконав обширні дослідження за статистикою малих планет, виявив ряд нових особливостей будови кільця астероїдів, піддав перевірці гіпотезу про походження кільця астероїдів в результаті зіткнення більших первинних тіл.
Автор монографії «Аналітичні і чисельні методи небесної механіки» (1965), співавтор монографії «Малі планети» (1973).
Президент Комісії N 20 «Малі планети, комети і супутники» Міжнародного астрономічного союзу (1967–1970), голова Робочої групи з малих тіл Сонячної системи Астрономічної ради АН СРСР (1971–1975).
Похований у некрополі Пулковської обсерваторії.
На його честь названий астероїд № 1804.